# Psathyropus satarensis
Psathyropus satarensis is een hooiwagen uit de familie Sclerosomatidae.